# L'Empreinte de Dracula (film, 1945)
Pour les articles homonymes, voir L'Empreinte de Dracula.
Pour plus de détails, voir Fiche technique et Distribution.
L'Empreinte de Dracula (The Crime Doctor's Courage) est un film américain réalisé par George Sherman, sorti en 1945.

## Fiche technique
- Titre français : L'Empreinte de Dracula[2]
- Titre original : The Crime Doctor's Courage
- Réalisation : George Sherman
- Scénario : Eric Taylor (en) d'après le programme radio de Max Marcin
- Photographie : L. William O'Connell
- Montage : Dwight Caldwell (en)
- Pays de production : États-Unis
- Format : Noir et blanc - 1,37:1
- Genre : policier
- Durée : 70 minutes
- Date de sortie : 
  - États-Unis : 1945
  - France : 11 mars 1949[2]

## Distribution
- Warner Baxter : Dr Robert Ordway
- Hillary Brooke : Kathleen Carson
- Jerome Cowan : Jeffers 'Jeff' Jerome
- Mark Roberts (en) : Bob Rencoret
- Lloyd Corrigan : John Massey
- Emory Parnell : Capitaine de police Birch
- Joseph Stephen Crane (en) : Gordon Carson
- Charles Arnt : le majordome
- Anthony Caruso : Miguel Bragga
- Lupita Tovar : Dolores Bragga